# 方圓社
方圓社（日语：方円社）是一個於1879年（明治十二年）創立的日本圍棋組織，是明治後期日本主要的圍棋組織，也是日本國內第一個現代化圍棋組織。在此之前日本圍棋均由四大家領導，但自明治維新以來，四大家的俸祿被取消，棋士大多改行而去，使圍棋一度陷入蕭條時期，直到方圓社建立，在村賴秀甫與中川龜三郎領導之下，創立許多現代化制度，才使弈風漸漸興盛起來。

## 創立
1875年起，中川龜三郎與小林鐵次郎恢復了本因坊秀和生前主持的圍棋組織三日会，並得吉田半十郎、水谷縫治、高橋周德、酒井安次郎等多位棋手之擁護，決定正式成立棋社。吉田半十郎建議棋社名稱為「方圓社」，中川龜三郎等則認為自己力量有限，便找來在東京賦閒、頗有聲望的村賴秀甫主持新組織，秀甫立刻答應，並推舉中川龜三郎為副社長、小林鐵次郎為總幹事。同年四月，方圓社正式成立。
方圓社成立後，受到不少維新人物，包括杉山千和、大久保利通、後藤象二郎、井上馨、大隈重信、岩崎弥太郎、澀澤榮一等政治家、實業家的大力支持，他們為方圓社募集了不少資金。方圓社創立了許多新制度，如發行圍棋專門刊物「圍棋新報」（為世界上第一本圍棋的專本雜誌）、創立塾生制度、新聞詰碁等，不到一年的時間就打敗四大家，成為棋界獨霸的局面，方圓社開創了比天保年間還盛的棋風，美國公使、德國公使及韓國政客金玉均都曾是社中常客。
方圓社創立之初，村賴秀甫曾前往四大家拜謁，希望能擴大組織，成立統一的研究合同，但本因坊家督秀元與其兄林家家督秀榮兩人卻堅決反對，其藉口為席次不公，其實是兩人與井上家家督松本因碩不合之故。不久，秀元即宣布將主持方圓社的村賴秀甫及中川龜三郎開除家籍（兩人原本皆屬本因坊家），秀榮也開除了參加方圓社的本門弟子林佐野的家籍。兩人的行為不但對現況毫無幫助，反而引起許多人的反感，原屬本因坊家的高橋杵三郎就十分不以為然，自動把坊門的免狀擲在秀元面前，把秀元罵了一頓，並脫離家籍轉投方圓社。
方圓社也開始發行免狀（圍棋段位證書），打破歷來免狀只由四大家發行的傳統，更搶了四大家的財路，使四大家備感生存威脅嚴重。

## 歷史

### 秀甫時代
方圓社的制度中，棋士要定期比賽，此舉一反四大家閉門研究的傳統，增進了棋士間的交流。方圓社成立初期，水谷縫治、小林鐵次郎、高橋杵三郎與酒井安次郎四人的成績最好，號稱「四大天王」。其中又以水谷縫治的棋力最為秀甫所讚賞。
相較之下，秀榮與秀元兄弟領導的本因坊家則毫無作為，秀榮認為要與方圓社爭霸，需以家督的棋力為前提，就要求棋力較弱的秀元讓位給他，1884年秀榮就任第十七世本因坊，並把林家併入本因坊家，將其資金用於坊門，不再另立家督。秀榮接著在與方圓社的比賽中先後贏了高橋杵三郎及中川龜三郎，並以黑棋贏了村賴秀甫，一時威名大震，但之後幾盤秀甫都贏，直到第五局才又由秀榮扳回一乘，以下成拉鋸狀態，但秀甫始終比秀榮多贏兩局，至此天下棋士均公認秀甫棋力為第一。方圓社棋士便想趁機推舉秀甫成為名人（即九段），但秀甫謙辭不就。
秀榮在第九局贏了秀甫後，後藤象二郎出面建議秀榮與方圓社合作，金玉均也向秀榮分析利害，建議秀榮不但與秀甫合作，還要請秀甫兼任本因坊家督，自己成為方圓社的社員，如此則因秀榮棋力只輸給秀甫，等秀甫去世後，必無人能與秀榮抗爭，如此則秀榮可名正言順的成為秀甫的接班人，同時執掌方圓社與本因坊家。秀榮聽了十分高興，立刻請後藤象二郎出面和秀甫談判，之後於1886年達成如下協定：
1. 本因坊與方圓社互相尊重對方的獨立性
2. 秀榮授秀甫八段免狀，並以其家督地位讓與秀甫
3. 秀甫授秀榮七段免狀
4. 方圓社之後發行免狀需得本因坊家的副署（因此本因坊家可以與方圓社拆帳）
5. 秀甫的後繼人應由棋界最強者充任

秀甫兼任本因坊家督後，就努力團結安井及井上兩家，並廣泛組織各地的方圓社分社。在他的促成之下，泉秀節於大阪建立了方圓社的關西分社，中根鳳次郎組織中國分社，降矢沖三郎籌組橫濱分社等。由於積勞成疾，秀甫於同年過世了，享年49歲。中江兆民在《一年有半》中列舉日本近代非凡的三十人，其中就有秀甫在列，足見其受人重視之程度。

### 坊社對立與發展
秀甫死後，方圓社繼任者為中川龜三郎，本因坊家家督則由秀榮重任，由於兩人棋力相當，造成方圓社與本因坊家在東京對峙的局面，關西方面則是方圓社的分社與井上家合作，雖有兩派卻不如東京之對立。1899年，中川龜三郎退休，本希望石井千治繼任社長，客座的岩崎健造加以輔佐，但岩崎健造早想取得社長的職位，便佯裝會錯意而接任社長，並讓石井千治擔任副座，中川龜三郎也不好意思將他拉下來，便將錯就錯。
岩崎健造接任社長後，大力整頓社務，他將方圓社遷到自己的家中以節省租金，又變更大手合制度為每月兩次，並在方圓社發行的「圍棋新報」上刊登廣告以增加收益。同年還請讀賣新聞主辦「圍棋電信手合」，由岩崎健造與泉秀節對局，每天只刊登一兩手，激起棋迷興趣，並分析局勢變化。讀賣新聞刊載圍棋譜即是由此開始。
岩崎健造雖對社務大有貢獻，卻凡事獨斷獨行，石井千治對其不滿，就脫社建立了「圍棋同志會」。岩崎健造退休前在石井與廣瀨郎中考慮後繼人，終因廣瀨人緣惡劣而要求石井回社繼任社長，並提升廣瀨平治郎為六段以安撫其不滿之氣。
在這段時間，秀榮名人過世了，本因坊秀哉接任本因坊家督。

### 三派鼎立
廣瀨平治郎到任後，向各界募款十五萬元，計畫創立日本圍棋協會，統一組織。但他與岩崎健造一樣人緣頗差，基金才籌得一萬五千元，他就自行把方圓社搬到丸之內大樓，此事事前沒有人知道，瀨越憲作、鈴木為次郎等理事提出抗議，廣瀨拉攏兩人，要求理事會追認遷社的事，瀨越等人提出協會資金帳目必須公開，廣瀨也同意了，不料廣瀨身邊的一位侍童被責罵後心有不甘，跑到瀨越處將廣瀨歷來瞧不起瀨越、鈴木等人的言論向兩人告密，兩人大為憤怒，且他們本來就對舊制有所不滿，一氣之下便脫離方圓社，建立了裨聖會。廣瀨正因資金沒有著落而煩惱，又逢瀨越等人脫社，一急之下便生了病，不幸半身癱瘓、無法工作，索性退休，以岩佐銈繼任社長，並擢升愛徒加藤信為副社。
裨聖會成立後，由於採行新制度，十分吸引年輕棋士，使積習較深的本因坊家與方圓社大為苦惱。本因坊秀哉考慮後決定與方圓社合作，加藤信也同意，於是兩派便在丸之內大樓合組為「中央棋院」。但兩家貌合神離，實際上只是彼此利用，三個月後，加藤信不甘本因坊家利用方圓社現成的資金，向秀哉提出「舊方圓社所募資金應歸方圓社所有」及「棋院新報實為方圓社圍棋新報之延續，該報發行與營業應歸方圓社所有」兩項要求，甚至要求秀哉取消本因坊的頭銜，恢復田村保壽原名。秀哉不能接受這些不合理的要求，加藤信便以此為由，於4月5日晚上連夜將中央棋院的招牌拆下，換上方圓社的老招牌，第二天本因坊家的棋士要到棋院時都被阻擋、不得進入。本因坊秀哉大為憤怒，另在銀座成立中央棋院。原屬方圓社的喜多文子及小野田千代太郎由於覺得加藤信舉止荒唐，便脫社而投奔中央棋院。

### 解散
1923年，日本發生關東大地震，中央棋院、裨聖會與方圓社均受到了重大破壞，棋士們也大多改行，幸而半年後大倉喜七郎獨立拿出十萬元，成立了日本棋院，統一了棋界組織。1924年5月20日，方圓社也宣告解散，社員在松泉閣召開訣別宴。

## 人物

### 歷屆社長
|        | 社長                       | 任期           |
| 第一任 | 村瀬秀甫（本因坊秀甫）     | 1879年－1886年 |
| 第二任 | 中川龜三郎                 | 1886年－1899年 |
| 第三任 | 岩崎健造                   | 1899年－1912年 |
| 第四任 | 石井千治（中川龜三郎二世） | 1912年－1920年 |
| 第五任 | 廣瀨郎                     | 1920年－1924年 |
| 第六任 | 岩佐銈                     | 1924年         |

### 著名棋士
- 水谷縫治（1846年－1884年）：棋力六段，為方圓社初期「四大天王」之一。秀甫讚為「天下受我先能保得住者，只有中川龜三郎和坊門的秀悅、秀榮兩兄弟罷了；但水谷縫治則屬例外。」[1]
- 小林鐵次郎（1848年－1893年）：原為井上家[松本因碩的徒弟，方圓社創立初期的人物之一，擔任副社出力甚多。
- 中川龜三郎（1837年－1903年）：本因坊丈和之子，在本因坊家求立為家督不成，轉而與小林鐵次郎合作創立方圓社。中川對人和藹，但下棋毫不放鬆，岩崎健造評為「先生平生溫厚如珠，但在局上則嚴謹非常，判若兩人。」[1]
- 石井千治（1869年－1928年）：1883年入方圓社為塾生，後為第四任社長。中川龜三郎臨死前要求他入繼，石井之後便為中川龜三郎二世。
- 田村保壽（即本因坊秀哉，1874年－1940年）：1885年入方圓社為塾生，與石井千治、杉岡榮治並稱「方圓社三小僧」，1891年嫌社內課業繁忙而脫社，後為本因坊秀榮之徒，並繼任第二十一世本因坊家督[4][3]。
- 瀨越憲作（1889年－1972年）：出生於廣島，棋力全憑自修。後脫社成立裨聖會。
- 鈴木為次郎（1883年－1960年）：中學時加入方圓社，後與瀨越等脫社成立裨聖會。在日本棋院成立後另外成立了棋正社（日语：棋正社）與秀哉對抗[1]。